# محمد معروف جمهور
محمد معروف جمهور هو لاعب كرة قدم أفغاني في مركز الوسط، ولد في 6 فبراير 1992 في أفغانستان. شارك مع منتخب أفغانستان تحت 23 سنة لكرة القدم ومنتخب أفغانستان لكرة القدم. أما مع النوادي، فقد لعب مع نادي طوفان هويرود ونادي قهرمانان ميوند.

## وصلات خارجية
- محمد معروف جمهور على موقع قاعدة بيانات كرة القدم.إي يو (الإنجليزية)
- محمد معروف جمهور على موقع ناشيونال فوتبول تيمز (الإنجليزية)
- محمد معروف جمهور على موقع Soccerway.com (الإنجليزية)